# N/A
N/A är en engelsk förkortning och betyder not applicable ("inte tillämplig") eller not available ("inte tillgänglig" eller "finns inte", i betydelsen "ingen uppgift"). Det kan även förkortas med det svenska ordet ej. Förkortningen används ofta i svarsformulär, faktatabeller med mera.
Förkortningen kan skrivas n/a, n / a eller N/A, och förekommer allt oftare även i svenska texter.[källa behövs]